# Johann Thomas Richter

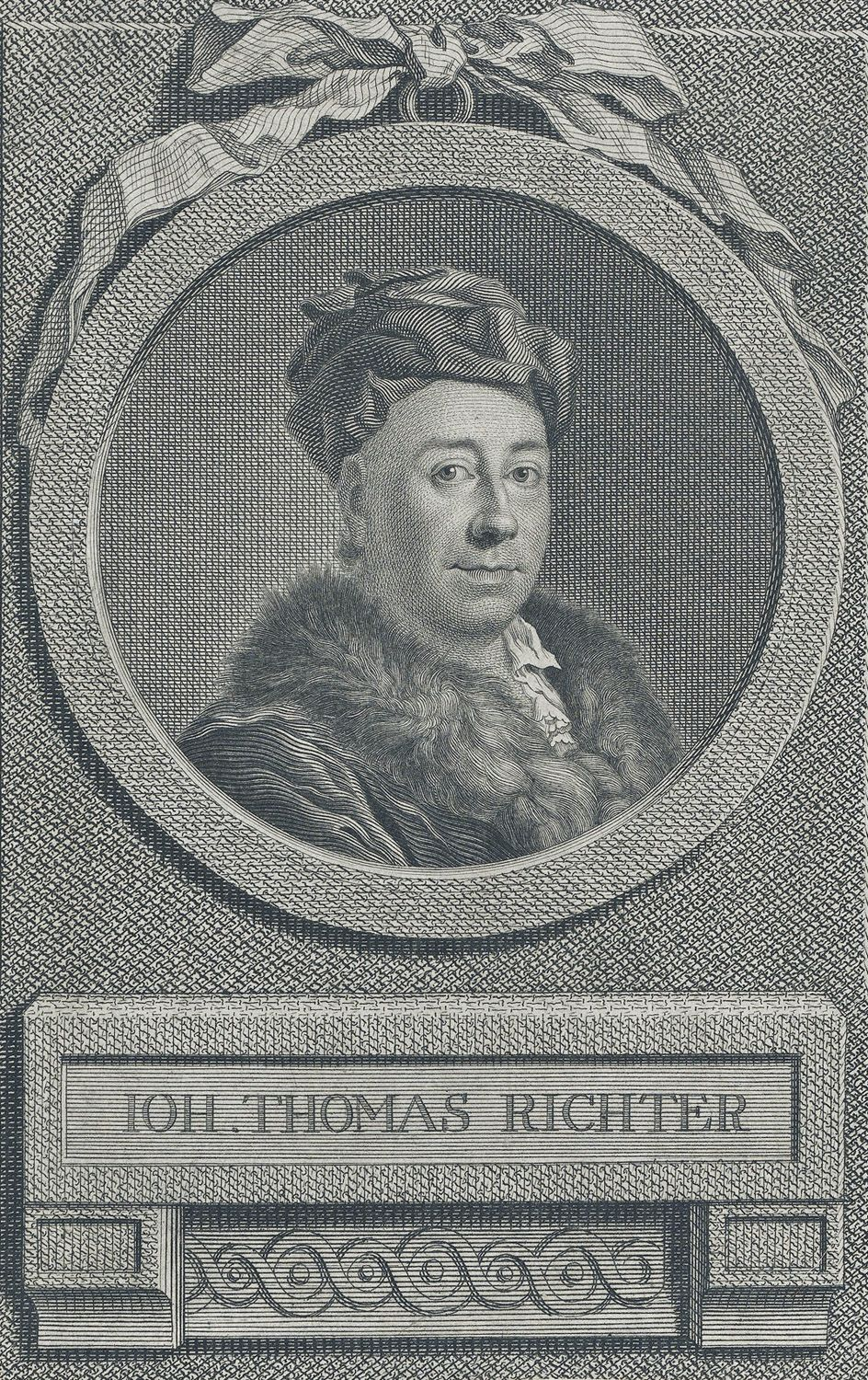
Johann Thomas Richter. Kupferstich nach einer Vorlage von Anton Graff

Johann Thomas Richter (* 1728; † 4. Dezember 1773 in Leipzig) war ein kursächsischer Kammerrat, Kunst- und Altertumssammler.

## Leben
Er war einer der Söhne des finanzkräftigen Leipziger Kauf- und Handelsherrn Johann Zacharias Richter und trat als Kammerherr in die Dienste des Kurfürsten von Sachsen. Sein Vater hatte im 1745 erworbenen Bosehaus in Leipzig eine große Kunstsammlung aufgebaut, die bei dessen Tod etwa 400 Gemälde, darunter Werke von Rubens, Rembrandt und Tizian, über 1000 Handzeichnungen und mehrere Tausend Kupferstiche umfasste. Nach 1764 machte Johann Thomas Richter die Sammlung seines Vaters der Öffentlichkeit zugänglich und vergrößerte sie. Da Richter keine Kinder hinterließ, fiel sein Besitz inklusive der Sammlung 1773 an seinen jüngeren Bruder Johann Friedrich Richter, der zunächst die Versteigerung der Grafiken veranlasste. 1810 wurden dann auch alle Gemälde verkauft.
Richter besaß mit seinem jüngeren Bruder die beiden Rittergüter Gotha und Kossen im Amt Eilenburg.
Anton Graff schuf 1770 ein Bildnis von Johann Thomas Richter.
Sein älterer Bruder, der in Militärdienst getreten war, wurde am 11. Dezember 1777 vom Kurfürsten von Sachsen in den Freiherrenstand befördert. Seine Schwägerin Susanne Elisabeth Richter geb. Richter betätigte sich 1806 testamentarisch als Wohltäterin der Stadt Leipzig.